# 奧托·馮·哈布斯堡
奧托·馮·哈布斯堡（德語：Otto von Habsburg，1912年11月20日—2011年7月4日），全名為弗朗茨·約瑟夫·奧托·羅伯特·馬里亞·安東·卡爾·馬克斯·海因里希·西克斯圖斯·克薩韋爾·費利克斯·雷納圖斯·路德維希·加埃坦·皮烏斯·伊格納蒂烏斯，奧匈帝國末代皇帝及匈牙利王國末代國王卡爾一世/四世的長子，為奧匈帝國末代王儲，後為哈布斯堡家族族長。

## 生平
1916年父親卡爾一世即位，奧托成為帝國末代皇儲；1918年奧匈帝國瓦解，隨父流亡海外。1922年，奧托年僅34歲的父親在葡屬馬德拉群島逝世，未滿10歲的奧托成為哈布斯堡家族族長與奧地利皇位繼承人。1961年他宣布放棄一切尋求復辟的行動，並在1966年回到奧地利。他曾於1979年—1999年間任歐洲議會議員，代表德國巴伐利亞的拜恩基督教社會聯盟。亦曾是國際泛歐聯盟總裁及馬耳他騎士團成員。晚年長期旅居德國南部巴伐利亞州施塔恩贝格湖畔的珀京，並同時享有奧地利、匈牙利、德國及克羅地亞的公民身份。2011年7月4日，奧托於德国的家中逝世，享年98歲。
因身份特殊，各國對其稱呼有所不同。奧地利稱他為奧托·哈布斯堡-洛林（Otto Habsburg-Lothringen）、奧地利大公奧托或奧地利皇儲，在匈牙利，只簡單稱其作哈布斯堡·奧托（Habsburg Ottó，匈牙利人習慣把姓氏放在前，與東亞類似）。

## 逝世
2010年2月3日，妻子萨克森-迈宁根的蕾吉娜去世后，奥托不再公开露面。2011年7月4日，他在德国的家中去世，享年 98 岁。他的发言人稱，他“在睡梦中平静地去世，没有痛苦”。几个原奥匈帝国的国家开始了为期13天的大规模哀悼活动。奥托的棺材上覆盖着哈布斯堡王朝的旗帜，除了哈布斯堡家族的徽章外，还装饰有奥地利和匈牙利的皇家徽章，7月16日期遺體下葬位於維也納的家族陵墓，並由維也納總主教熊伯恩樞機（Christoph Schoenborn）在聖史蒂芬（St.
Stephen）主教座堂主持殯葬彌撒，其心臟依家族傳統於次日家族喪禮中下葬於匈牙利潘诺恩哈尔姆千年修道院。

## 家庭

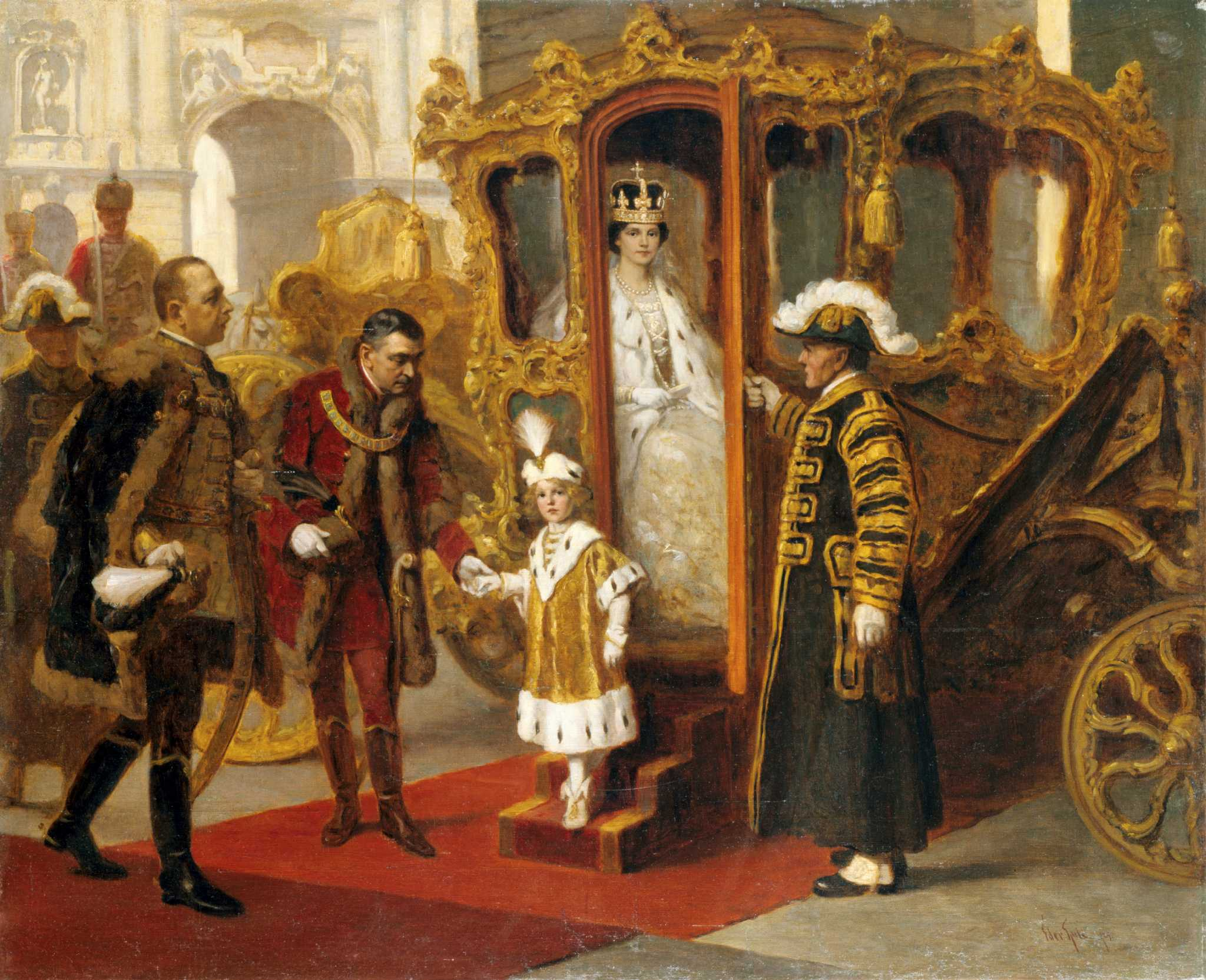
1916年4歲大的匈牙利皇儲奧托，參加他父母在布達佩斯的加冕典禮。

1951年5月10日奥托和萨克森-迈宁根公国的蕾吉娜公主於法國南錫结婚，共育有2男5女。

## 頭銜及宣稱
- 1912年11月20日至1916年11月21日：奧地利大公殿下和奧托皇儲殿下、匈牙利、波希米亞、達爾馬提亞、克羅埃西亞和斯拉沃尼亞親王[4]
- 1916年11月21日至2011年7月4日：奧地利、匈牙利、波希米亞和克羅埃西亞王儲殿下[5][6]

### 1922年4月1日起的頭銜宣稱参见：哈布斯堡-洛林王朝
蒙上帝恩典奥地利皇帝；匈牙利使徒國王，波希米亞、達爾馬提亞、克羅埃西亞-斯拉沃尼亞、加利西亚和洛多梅里亚國王，耶路撒冷国王等等。奥地利大公，托斯卡纳與克拉科夫大公；洛林、萨尔茨堡、施蒂利亞、克恩頓、卡尼奧拉和布科维纳公爵；特蘭希瓦尼亞親王；摩拉維亞侯爵；西里西亞、摩德納和雷焦、帕爾馬、瓜斯塔拉、奧斯維辛和札托爾、泰申、弗留利、杜布羅夫尼克和扎達爾公爵；哈布斯堡和提洛、基堡、戈里齊亞和格拉迪斯親王伯爵；特伦托及布雷萨诺内親王；上盧薩蒂亞與下盧薩蒂亞及伊斯特拉侯爵；霍恩埃姆斯、費爾德基希、布雷根茨、索南伯格伯爵等等。的里雅斯特、科托爾和文德什邊疆區領主，塞爾維亞省和泰梅斯巴納特大沃伊沃德等等。

### 奧地利身份
- 1912年11月20日至1916年11月21日：奧地利大公殿下和奧托帝國親王、匈牙利、波希米亞、達爾馬提亞、克羅埃西亞和斯拉沃尼亞皇家親王[8]
- 1916年11月21日至1919年：奧地利、匈牙利、波希米亞、達爾馬提亞、克羅埃西亞和斯拉沃尼亞王儲殿下[9][10]
- 1957年2月8日至2011年7月4日：奧托‧哈布斯堡-洛特林根博士

### 克羅埃西亞身份
- 1916年11月21日至1918年10月29日：克羅埃西亞、達爾馬提亞和斯拉沃尼亞王儲殿下[11][12]

他於1990年成為克罗地亚共和国公民，正式姓名為：
- 1990年至2011年7月4日：奧托‧馮‧哈布斯堡大公[13]

### 德國身份
奧托·馮·哈布斯堡於1978年成為德意志聯邦共和國公民，並被允許使用正式名稱：
- 1978年至2011年7月4日：奧托‧馮‧哈布斯堡

## 外部連結
- 奧托·馮·哈布斯堡官方網站 （页面存档备份，存于）

| 前任： 卡爾一世 | 哈布斯堡家族首領 1922年—2007年1月 | 卡爾·馮·哈布斯堡 |
| 前任： 卡爾一世 | 金羊毛骑士团團長 1922年—2000年    | 卡爾·馮·哈布斯堡 |